# Historiografija
Historiografija je skup istraživanja u povijesti, posvećenih određenoj temi ili povijesnom razdoblju ili skup povijesnih radova koji imaju ideološko, lingvističko ili nacionalno jedinstvo.

## Pojam
Riječ historiografija je složenica, koja potječe iz grčkog, odakle je ušla u latinski i zatim u mnoge europske jezike (internacionalizam): grčki historia (vidi članak Historija) + grapheo (pisati).
Hrvatski enciklopedijski rječnik donosi dva značenja termina historiografija:
1. Znanost koja se bavi opsivanjem prošlosti ljudskog društva prema izgrađenoj metodi; historijska znanost.
2. term. Predznanstveno bavljenje prošlošću od Herodota do 19. stoljeća.

Danas se među hrvatskim povjesničarima riječ historiografija uglavnom koristi kao istoznačnica za "znanost o povijesti", "povijesna znanost". Povijest je prošla zbilja, koja je predmet proučavanja. U običnom jeziku obično se riječ "povijest" koristi i kao ime za znanost o povijesti.
Također se za povijesnu znanost koristi riječ historija. Znastvenik koji se bavi historiografijom/historijom obično se naziva povjesničar. (Vidi članak historija za potpuniji prikaz rasprave o terminologiji.)
Mirjana Gross uvodi precizniju terminologiju, razlikujući "historiju", "historijsku znanost" i "historiografiju".
- Svako proučavanje prošlosti je historija.
- Dio historije je historijska znanost koja nastoji spoznati dijelove prošlosti sustavno, na temelju istraživačkih standarda.
- Historiografija je pak pismeno izlaganje rezultata istraživanja, odnosno ukupnost napisanih historijskih djela.

(Suvremena historiografija, 1996, str. 18)

## Povijest

### Stari vijek
- prvi zapisi povijesti – Sumer, Egipat
- prva povijesna djela – antička Grčka (muza Klio zaštitnica povijesti)
- prvi povjesničari – logografi – ne provjeravaju vjerodostojnost, zapisivači povijesnih događaja
- Herodot iz Halikarnasa – V. st. pr. Kr. – Historia
  - 9 knjiga – putovanje Egiptom, Malom Azijom i Grčkom, te grčko-perzijski ratovi
- Tukidid – 5. st. pr. Kr. – Peloponeski Rat
  - traži uzroke i posljedice pov. događaja, prvo kritičko iznošenje povijesti
- Tit Livije – 1. st. – Ab urbe condita
- Publije Kornelije Tacit – 1. st. – Historiae, Anales, Germani
- Amijan Marcelin – 4. st. – Rimska povijest
- prvi anali ili ljetopisi
- prvi životopisi ili biografije – Plutarh (Usporedni životopisi) i Svetonije (O životu cezara)

### Srednji vijek
- teme – životopisi vladara i svetaca, kronike svijeta, prošlost naroda
- Sveti Izidor Seviljski – 6. st. – Etymologiae (crkvena povijest)
- opat Einhard – Život Karla Velikog
- Grgur iz Toursa – Povijest Franaka
- Toma Arhiđakon – 13. st. – Historia Salonitana

### Novi vijek
- skupljanje antičke povijesne građe – prvi muzeji i knjižnice
- Denis Diderot i Francoise Voltaire – 18. st.
- razvoj povijesti kao znanosti – 19. st.

## Vanjske poveznice
- Portal hrvatske historiografije
- Hrvatski povijesni portal – specijalizirani elektronički časopis